# Lorenzo Buffon
Lorenzo Buffon (Majano, 19 december 1929) is een Italiaans voormalig voetballer. Hij speelde zowel voor Internazionale als voor stadsgenoot AC Milan en verder voor Genoa en Fiorentina. Hij speelde zestien interlands voor Italië. Hij is een neef van de grootvader van doelman Gianluigi Buffon.

## Clubstatistieken
| Seizoen | Club           | Wedstrijden | Doelpunten | Competitie |
| ------- | -------------- | ----------- | ---------- | ---------- |
| 1949/50 | AC Milan       | 19          | 0          | Serie A    |
| 1950/51 | AC Milan       | 37          | 0          | Serie A    |
| 1951/52 | AC Milan       | 26          | 0          | Serie A    |
| 1952/53 | AC Milan       | 33          | 0          | Serie A    |
| 1953/54 | AC Milan       | 31          | 0          | Serie A    |
| 1954/55 | AC Milan       | 32          | 0          | Serie A    |
| 1955/56 | AC Milan       | 33          | 0          | Serie A    |
| 1956/57 | AC Milan       | 17          | 0          | Serie A    |
| 1957/58 | AC Milan       | 22          | 0          | Serie A    |
| 1958/59 | AC Milan       | 25          | 0          | Serie A    |
| 1959/60 | Genoa          | 20          | 0          | Serie A    |
| 1960/61 | Internazionale | 30          | 0          | Serie A    |
| 1961/62 | Internazionale | 29          | 0          | Serie A    |
| 1962/63 | Internazionale | 20          | 0          | Serie A    |
| 1963/64 | Fiorentina     | 1           | 0          | Serie A    |
| Totaal  |                | 375         | 0          |            |